# 고미숙
고미숙(1960년 3월 30일 ~ )은 대한민국의 문학평론가이다.

## 주요 이력
지난날 잠시 연세대학교 겸임교수 겸 이화여자대학교 겸임교수로 재직했고 주로 고전에 대해 연구하였다. 교수 임용에 매달리는 것보다 경제적 자립과 배움이 가능한 공간을 만들겠다는 신념으로 사회과학자들과 연구공간 <수유+너머>를 만들었다. 2004년에 출간한 《아무도 기획하지 않은 자유》는 작은 공부방에서 소수의 국문학 연구자들로 시작된 모임이 서울사회과학연구소의 사회과학자들과 결합해 <수유+너머>라는 연구공동체로 성장하는 과정을 담은 '인류학 보고서'였다. 이후 이 공동체는 <수유너머 문>, <수유너머 N>, <수유너머 길> 등 여러 모임으로 분화되었고, 의·역학으로 관심 영역을 넓힌 고미숙은 연구공동체 <감이당>으로 활동 무대를 옮겼다.

## 경력
- 연구공간 <수유너머> 연구원
- <감이당> 연구원

## 저서
- 『한국의 근대성, 그 기원을 찾아서』, 2001, 책세상, ISBN 9788970132907
- 《아무도 기획하지 않은 자유》. 휴머니스트. 2004년. ISBN 9788989899792
- 《나비와 전사》. 휴머니스트. 2006년. ISBN 8958620986
- 『이 영화를 보라』, 2008, 그린비, ISBN 9788976823137
- 『임꺽정, 길 위에서 펼쳐지는 마이너리그의 향연』, 2009, 사계절, ISBN 9788958283805
- 『윤선도 평전』, 2013, 한겨레출판, ISBN 9788984316447
- 『두개의 별 두개의 지도 : 다산과 연암 라이벌 평전 1탄』, 2013, 북드라망, ISBN 9788997969234

- 열하일기 삼종세트
  - 『열하일기, 웃음과 역설의 유쾌한 시공간』-개정신판, 2013, 북드라망, ISBN 9788997969241
  - 『삶과 문명의 눈부신 비전 열하일기』-2012, 작은길, ISBN 9788998066024
  - 『세계 최고의 여행기, 열하일기』 (전2권) -개정신판, 2013, 북드라망

- 동의보감 삼종세트
  - 『동의보감, 몸과 우주 그리고 삶의 비전을 찾아서』-개정판, 2012, 북드라망, ISBN 9788997969142
  - 『나의 운명 사용설명서 : 사주명리학과 안티 오이디푸스』, 2012, 북드라망, ISBN 9788997969111
  - 『고미숙의 몸과 인문학 : 동의보감의 눈으로 세상을 보다』, 2013, 북드라망, ISBN 9788997969197

- 달인 시리즈
  - 『공부의 달인, 호모 쿵푸스』-개정판, 2012, 북드라망, ISBN 9788997969012
  - 『사랑과 연애의 달인, 호모 에로스』-개정판, 2012, 북드라망, ISBN 9788997969043
  - 『돈의 달인, 호모 코뮤니타스』-개정판, 2012, 북드라망, ISBN 9788997969050
  - 《낭송의 달인, 호모 큐라스》. 북드라망. 2014년. ISBN 9788997969388

- 《바보야, 문제는 돈이 아니라니까》. 북드라망. 2016년. ISBN 9791186851302

### 번역서
- 손무·오기 저. 고미숙 역. 《낭송 손자병법/오자병법》. 북드라망. 2015년. ISBN 9788997969562

### 공저
- 정희진 외. 《나이듦 수업》. 서해문집. 2016년. ISBN 9788974837662
- 슬라보예 지젝 외. 《나는 누구인가》. 21세기북스. 2016년. ISBN 9788950965181